# Sinan Yeşil
Sinan Yeşil (* 19. Februar 1972 in Istanbul) ist ein ehemaliger türkischer Fußballspieler. Durch seine Tätigkeit für Samsunspor und Bursaspor wird er mit diesen Vereinen assoziiert.

## Spielerkarriere

### Verein
Yeşil begann mit dem Vereinsfußball in der Jugend von Kartalspor und stieg zum Sommer 1991 mit einem Profivertrag versehen in den Kader der Profimannschaft auf. Hier schaffte er nach kurzer Zeit den Sprung in die Stammelf und avancierte anschließend zu einem der Youngster der Liga. 1993 wechselte er innerhalb der Liga zu Yeni Sincanspor. Nach einem Jahr bei Sincanspor ging er in die höchste türkische Spielklasse zu Samsunspor. Dort erkämpfte er sich sofort einen Stammplatz und zählte wenig später zu den auffälligsten jungen Spielern der Liga. Er stieg bei Samsunspor auch zum Nationalspieler auf.
Nach vier Jahren bei Samsunspor verließ er den Verein Richtung Ligakonkurrent Bursaspor. Auch hier gehörte er von Anfang an zur Startformation und spielte für diesen Verein vier Spielzeiten.
Zur Saison 2002/03 wechselte er in die TFF 2. Lig zu Karşıyaka SK. Diesen Verein verließ er nach einem Jahr und ging zum Zweitligisten Antalyaspor. Nachdem er zwei Jahre für diesen Verein aktiv gewesen war, verbrachte er jeweils eine Spielzeit noch bei Kartalspor und Maltepespor und beendete zum Sommer 2007 seine aktive Fußballerlaufbahn.

### Nationalmannschaft
Während seiner Zeit bei Samsunspor wurde er vom damaligen Nationalcoach Fatih Terim im Rahmen eines Testspiels gegen die Ukraine in den Kader der türkischen Nationalmannschaft berufen. In dieser Partie vom 1. Mai 1996 bestritt er sein erstes und einziges Länderspiel.